# Obsjtina Ardino
Obsjtina Ardino (bulgariska: Община Ардино) är en kommun i Bulgarien.   Den ligger i regionen Kărdzjali, i den södra delen av landet, 190 km sydost om huvudstaden Sofia.
Obsjtina Ardino delas in i:
- Achrjansko
- Basjevo
- Bjal izvor
- Bogatino
- Golobrad
- Gorno Prachovo
- Gărbisjte
- Dolno Prachovo
- Enjovtje
- Zjăltusja
- Lenisjte
- Mletjino
- Padina
- Pravdoljub
- Svetulka
- Sintjets
- Suchovo
- Brezen
- Borovitsa
- Tjubrika
- Jabălkovets

Följande samhällen finns i Obsjtina Ardino:
- Gărbisjte
- Suchovo
- Sedlartsi